# Antonio de la Torre Martín
Antonio de la Torre Martín (Màlaga, 18 de gener de 1968) és un actor i periodista espanyol, guanyador de dos Premis Goya pels seus papers a AzulOscuroCasiNegro i El reino. Amb un total de 13 nominacions, és l'actor que més nominacions té en la història dels Premis Goya.

## Biografia
Antonio de la Torre Martín es va llicenciar en Periodisme però sempre va tenir clar que es volia dedicar a la interpretació. Va treballar a Canal Sur Radio presentant els informatius esportius del cap de setmana i a Canal Sur Televisió. Durant aquesta última etapa professional va estar viatjant regularment a Madrid per a realitzar cursos d'interpretació i estudiar a l'escola de Cristina Rota.
El primer paper que va interpretar al cinema va ser en Los peores años de nuestra vida (1994), d'Emilio Martínez-Lázaro. A la televisió li va arribar l'èxit en la minisèrie Padre Coraje fent el paper d'«El Loren», encara que també havia participat a Lleno, por favor, sèrie d'èxit interpretada per Alfredo Landa, a Antena 3, on interpretava «Pelopincho», l'amic punk de Micky Molina.
És un dels actors habituals en curtmetratges espanyols, entre ells, els primers realitzats pel director Daniel Sánchez Arévalo, —Profilaxi i Física II— qui posteriorment comptaria amb De la Torre per a un dels papers principals en la seva òpera prima, AzulOscuroCasiNegro (2006), gràcies al qual va guanyar el Goya al millor actor secundari el 2007.
Un altre dels seus directors recurrents és Álex de la Iglesia, que ha comptant amb ell en la majoria de les seves pel·lícules —Muertos de risa el 1999 i La comunidad el 2000— com a actor secundari, però va ser el 2010 quan va realitzar el seu primer paper protagonista amb el director bilbaí a la pel·lícula Balada trista de trompeta, obtenint una nominació als Goya.
El 2009, va protagonitzar la segona pel·lícula de Sánchez Arévalo, Gordos, una comèdia sobre els excessos, les deficiències de la vida i les pròpies inseguretats. De la Torre va haver d'engreixar 33 quilos per a donar vida al seu personatge, «Enrique». Per aquest paper va ser reconegut amb la seva segona nominació als Goya.
En els anys següents va participar en diverses pel·lícules, entre les quals destaca La isla interior (2009), Lope (2010), una història biogràfica de Lope de Vega, i Primos (2011), de nou amb Sánchez Arévalo.
El desembre de 2008, va protagonitzar el seu primer muntatge teatral en una producció del Centre Dramàtic Nacional: La taberna fantástica, d'Alfonso Sastre i dirigida per Gerardo Malla.
El 2012, fou nominat doblement als Goya com a millor actor protagonista i de repartiment pels seus papers a Grupo 7 i Invasor no aconseguint-ne cap. El 2016 va protagonitzar l'òpera prima com a director de Raúl Arévalo, Tarde para la ira.
El 2018 protagonitzà, al costat de Mónica López, El reino, dirigida per Rodrigo Sorogoyen, on va rebre el premi Goya al millor actor protagonista en la 33a edició dels Premis Goya, el 2 de febrer de 2019, per la seva interpretació de «Manuel».

## Filmografia

### Cinema
- Black is Beltza II: Ainhoa (2022)[4]
- Entre la vie et la mort (2022)
- La trinchera infinita (2019)[5]
- El plan (2019)
- El reino (2018)
- La noche de 12 años (2018)
- El autor (2017)
- Abracadabra (2017)
- Algo muy gordo (2017)
- Que Dios nos perdone (2016)[6]
- Tarde para la ira (2016)
- Emu Plains (2015)
- Hablar (2015)
- Felices 140 (2015)
- United Passions (2015)
- La isla mínima (2014)
- Caníbal (2013)[7]
- La gran familia española (2013)
- Los amantes pasajeros (2013)
- Invasor (2012)
- Grupo 7 (2012)
- La chispa de la vida (2011)
- Primos (2011)
- Carne de neón (2011)
- Balada trista de trompeta (2010)
- Lope (2010)
- La isla interior (2010)
- Gordos (2009)
- Los años desnudos (2008)
- Che: Guerrilla (2008)
- Una palabra tuya (2008)
- Covardes (2007)
- El prado de las estrellas (2007)
- Salir pitando (2007)
- Mataharis (2007)
- Traumatologia (2007)
- Tocata y fuga (2006)
- AzulOscuroCasiNegro (2006)
- Volver (2006)
- En el hoyo (2006)
- El calentito (2005)
- Otra vida (2005)

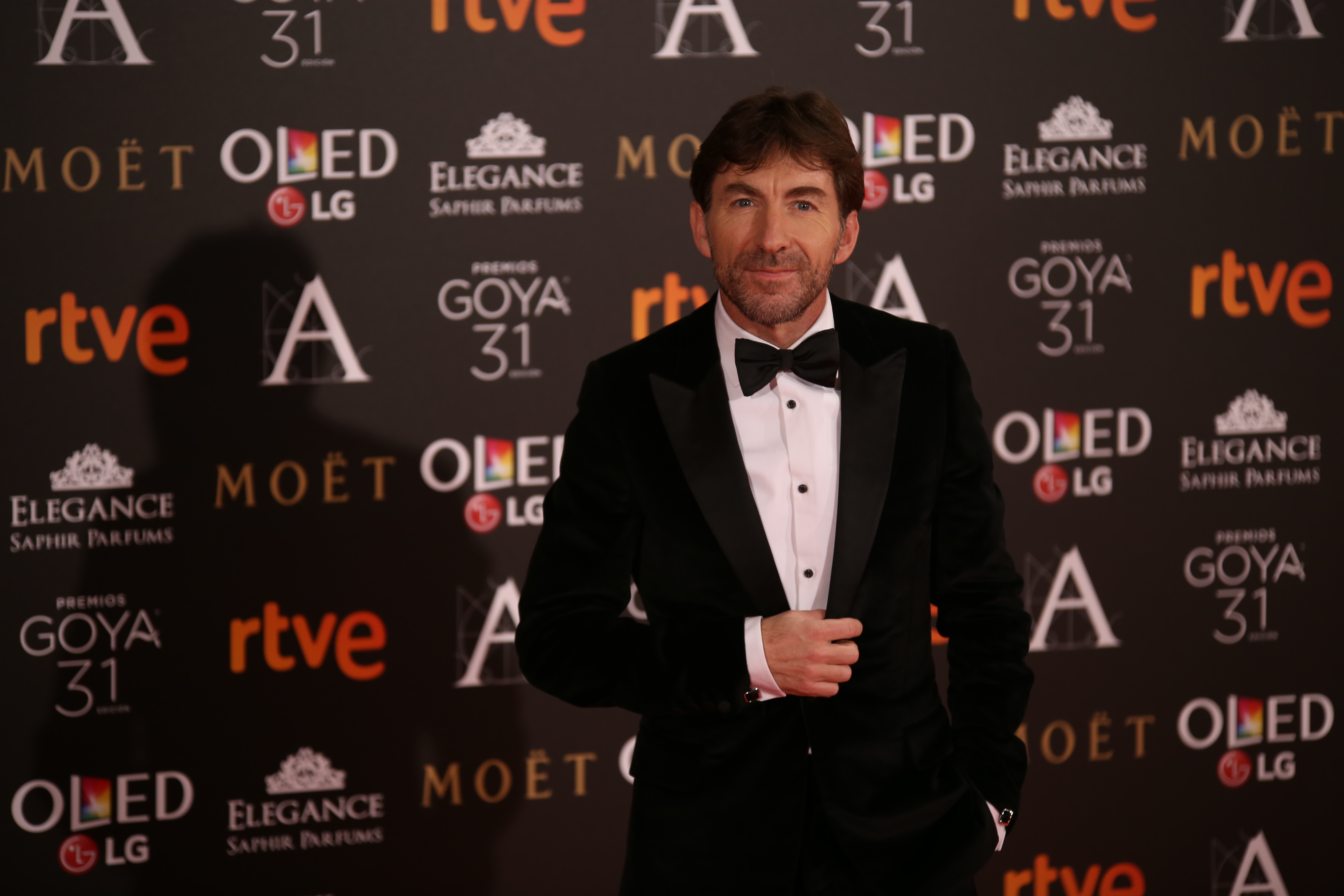
Antonio de la Torre als Premis Goya 2017

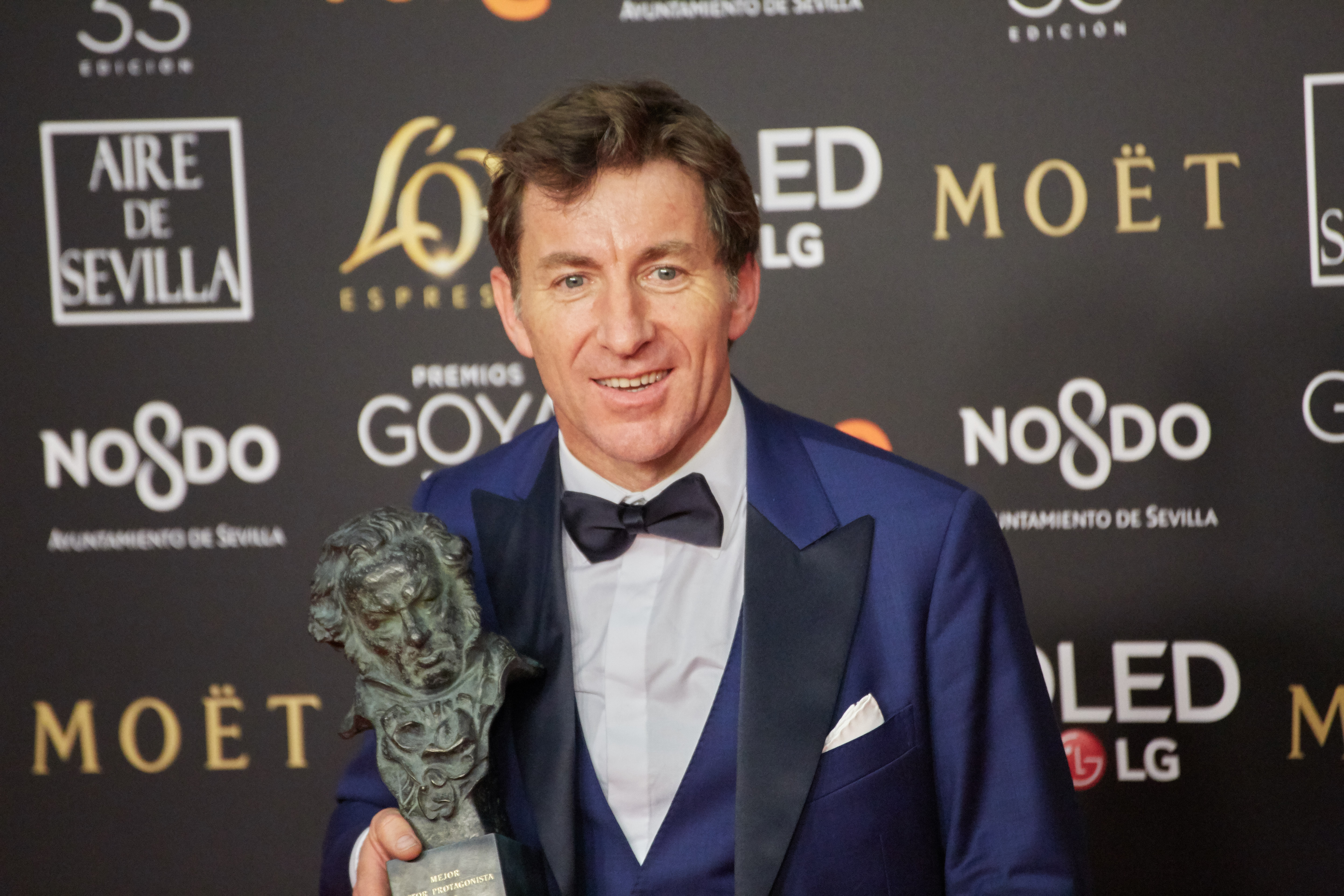
Antonio de la Torre als Premis Goya 2019

- El asombroso mundo de Borjamari y Pocholo (2004)
- El séptimo día (2004)
- Física II (2004)
- Días de fútbol (2003)
- El oro de Moscú (2003)
- Una pasión singular (2003)
- Profilaxi (2003)
- Te doy mis ojos (2003)
- El robo más grande jamás contado (2002)
- Poniente (2002)
- X (2002)
- Manolito Gafotas en ¡Mola ser jefe! (2002)
- Torrente 2: Misión en Marbella (2001)
- La comunidad (2000)
- Flores de otro mundo (1999)
- Muertos de risa (1999)
- Entre las piernas (1999)
- Torrente (1999)
- El dia de la bestia (1995)
- Hola, ¿estás sola? (1995)
- Los peores años de nuestra vida (1994)

### Televisió
- La línia invisible (2020)[8]
- El Continental (2018)
- Perdoname, Señor (2017)
- The Night Manager (2016)
- Clara Campoamor, la mujer olvidada (2011)
- Aída (2007)
- La habitación del niño, capítol de la sèrie «Películas para no dormir» (2006)
- El comisario (2000, 2006)
- Los 80 (2004)
- Café Express (2003)
- Padre Coraje (2002)
- Hospital Central (2002)
- Turno de oficio: Diez años después (1996)
- Lleno, por favor (1993-1994)

## Teatre
- Grooming (2012)
- La taberna fantástica (2008)

## Premis
Premis Sant Jordi de Cinematografia
| Any  | Categoria                            | Pel·lícula                | Resultat  |
| ---- | ------------------------------------ | ------------------------- | --------- |
| 2010 | Millor actor en pel·lícula espanyola | Balada trista de trompeta | Guanyador |
| 2018 | Millor actor en pel·lícula espanyola | El reino                  | Guanyador |

Premis Turia
| Any  | Categoria    | Pel·lícula                | Resultat  |
| ---- | ------------ | ------------------------- | --------- |
| 2011 | Millor actor | Balada trista de trompeta | Guanyador |

Festival de Cinema de Comèdia de Montecarlo
| Any  | Categoria                      | Pel·lícula | Resultat  |
| ---- | ------------------------------ | ---------- | --------- |
| 2009 | Millor actor (Premi del Jurat) | Primos     | Guanyador |

Festival de Cinema i Vídeo Llatinoamericà de Buenos Aires
| Any  | Categoria                    | Pel·lícula | Resultat  |
| ---- | ---------------------------- | ---------- | --------- |
| 2003 | Millor actor en curtmetratge | Profilaxi  | Guanyador |